# Decimus Iunius Silanus Torquatus
Decimus Iunius Silanus Torquatus (* um 10; † 64) war ein römischer Politiker und Konsul des Jahres 53, der im Jahr 64 durch den Kaiser Nero beschuldigt wurde, einen Staatsstreich vorzubereiten, und sich seiner drohenden Verurteilung durch Selbstmord entzog. Ein Grund für die Anklage dürfte gewesen sein, dass er direkter Nachfahre, nämlich Ururenkel, des ersten römischen Kaisers Augustus war und damit als potenzieller Thronanwärter gesehen wurde.

## Herkunft und Laufbahn
Decimus Iunius Silanus Torquatus war ein Sohn des Marcus Iunius Silanus Torquatus, des Konsuls des Jahres 19, und der Aemilia Lepida. Er, seine beiden Brüder Marcus Iunius Silanus und Lucius Iunius Silanus sowie seine Schwestern Iunia Silana und Iunia Calvina waren mütterlicherseits Enkelkinder von Iulia der Jüngeren und stammten über diese in direkter Linie von Kaiser Augustus ab.
53 n. Chr. war Silanus Torquatus zusammen mit Quintus Haterius Antoninus ganzjährig Konsul. Im Jahr seines Konsulats heiratete der sechzehnjährige Kaiser Nero Octavia, die Tochter des Kaisers Claudius und ehemalige Verlobte seines Bruders Lucius.
Weitere von Torquatus bekleidete Ämter gehen aus einer griechischsprachigen Inschrift hervor, von der Theodor Mommsen gezeigt hat, dass sie sich auf Decimus Iunius Silanus Torquatus und nicht auf seinen jüngeren Bruder Lucius bezieht. Aus ihr lässt sich erschließen, dass er (wohl als junger Senator) das Amt des Praefectus feriarum Latinarum causa bekleidet und damit in einem Zeitraum, in dem die römischen Magistrate das Latinerfest zelebrierten, als ihr nomineller Stellvertreter fungiert hatte. Weiter geht aus dem Text hervor, dass er triumvir monetalis, also Münzmeister, gewesen war und schließlich unter Kaiser Claudius die Praetur bekleidet hatte. Der Konsulat im Jahr 53 dürfte den Höhepunkt seiner senatorischen Laufbahn (cursus honorum) dargestellt haben. Wie in der römischen Oberschicht nicht unüblich, hatte Silanus Torquatus über die politischen Tätigkeiten hinaus mehrere Priesterämter inne, so war er besagter Inschrift zufolge Flamen des vergöttlichten Caesar (also des Divus Iulius) sowie des vergöttlichten Augustus und einer fragmentarisch erhaltenen Mitgliederliste der Salii Palatini zufolge vermutlich ab dem Jahr 37, spätestens aber ab 40 Mitglied eben dieses Priesterkollegiums.

## Anklage und Suizid

### Verlauf der Ereignisse
Im Sommer 64 n. Chr. wurde Silanus Torquatus von Nero angeklagt. Ihm wurden dem Bericht des antiken Schriftstellers Cassius Dio zufolge übermäßige Freigebigkeit vorgeworfen: „Er hatte sein Vermögen auf ziemlich verschwenderische Weise vergeudet, sei es infolge eines angeborenen Hanges, sei es in der Absicht, nicht als steinreich zu erscheinen. Nero leitete daraus ab, daß Torquatus, da ihm vieles fehle, nach fremdem Besitz verlangen müsse, und ließ infolgedessen die erdichtete Anklage vorbringen, daß er auch nach der Herrschaft strebe.“ Tacitus ergänzt die von Dio zitierten Vorwürfe in seinen Annales. Ihm zufolge wurde Silanus Torquatus zusätzlich vorgeworfen, dass er seine Sklaven mit Bezeichnungen versehen habe, wie sie im kaiserlichen Verwaltungsapparat üblich waren (ab epistulis, a libellis, a rationibus). Gleichzeitig weist Tacitus aber auch darauf hin, dass es sich bei all diesen Begründungen lediglich um Vorwände gehandelt habe. Die eigentliche Motivation Neros habe darin gelegen, dass er in den noch lebenden Nachkommen des ersten römischen Kaisers potenzielle Rivalen gesehen habe. Tatsächlich waren bereits die beiden Brüder des Decimus Iunius Silanus Torquatus in den Jahren 49 und 54 aufgrund von Anschuldigungen der Kaiserin Agrippina der Jüngeren, der Mutter Neros, zu Tode gekommen – Lucius war in den Selbstmord getrieben worden, indem man ihn wegen angeblicher Blutschande aus dem Senat stieß; Marcus hatte man vergiftet.
Da bereits seine vertrauten Freigelassenen festgenommen wurden, erkannte Silanus Torquatus bald nach der Veröffentlichung der Anklage gegen ihn die Aussichtslosigkeit seiner Lage und tötete sich selbst, indem er sich die Pulsadern an den Armen öffnete. Tacitus berichtet weiter: „Es folgte die übliche Ansprache Neros, obwohl er schuldig gewesen sei und seiner Verteidigung zu Recht nicht vertraut habe, wäre er dennoch am Leben geblieben, wenn er die Milde seines Richters abgewartet hätte.“ Mit Decimus und seinem Neffen Lucius Iunius Silanus Torquatus, der im folgenden Jahr mit einem ähnlichen Vorwand ermordet wurde, starben die letzten männlichen Nachkommen des Augustus. Tacitus berichtet, dass ihre vermeintlichen Verbrechen als Begründung dafür herangezogen wurden, den Monat Juni wegen der Ähnlichkeit mit ihrem Familiennamen nach Germanicus umzubenennen.

### Beurteilung in der Forschung
Die Begründungen, mit denen Nero Silanus Torquatus anklagen ließ, werden in der altertumswissenschaftlichen Forschung als Resultate des gewandelten Herrschaftsverständnisses dieses Herrschers gesehen. Der seit 54 regierende Kaiser präsentierte sich nicht mehr wie noch seine Vorgänger als Erster unter Gleichen, wie es auch der Titel Princeps suggerierte, sondern hatte den unverhohlen monarchischen Anspruch, unangefochten an der Spitze der Gesellschaft zu stehen. Da das herrscherliche Charisma sich zu einem erheblichen Teil aus der Abstammung von dem vergöttlichten Begründer des Kaiserreiches herleitete, musste der Augustus-Nachkomme Silanus Torquatus Nero als zumindest potenzieller Rivale erscheinen. Sollte es sich bei der Freigiebigkeit, derer der Senator Cassius Dio und Tacitus zufolge beschuldigt wurde, nicht nur um einen Vorwand zu seiner Beseitigung, sondern ein Stück weit auch um eine tatsächlich an den Tag gelegte Verhaltensweise gehandelt haben, wäre auch dies ein Grund für Nero gewesen, gegen Torquatus vorzugehen. Neben den vergöttlichten Vorfahren stellten nämlich auch der Reichtum und die Großzügigkeit Neros eine Grundlage seines Charismas und damit seiner Herrschaftslegitimation dar. Daher versuchte er unbedingt zu verhindern, dass ihm wohlhabende Adelige durch ihre eigene Wohltätigkeit und Geldgeschenke den Rang ablaufen konnten.
Keine sachliche Grundlage wird von der Forschung dagegen dem Vorwurf zugesprochen, Silanus Torquatus habe seinen Bediensteten Titel gegeben, wie sie unter den kaiserlichen Sklaven üblich gewesen seien. Tatsächlich handelte es sich bei den entsprechenden Bezeichnungen nämlich um Ämter, die unter den Sklaven römischer Senatoren bereits in den Zeiten der Republik absolut üblich waren. Die Kaiser, die ja formaljuristisch nichts weiter als Senatoren mit gewissen Sonderrechten waren, nutzten konsequenterweise auch die gleichen Bezeichnungen für ihre Sekretäre und sonstigen schriftkundigen Sklaven. Zwar erhielten Ämter wie das des a libellis am Kaiserhof natürlich eine besondere, nämlich eine konkrete politische Bedeutung, die entsprechenden Posten gab es jedoch weiterhin auch in den Häusern einfacher Senatoren. Trotzdem war Nero anscheinend gezwungen, auf diese noch so fadenscheinigen Argumente zurückzugreifen, um Silanus Torquatus zu diskreditieren. Auch die spätere und im Nachhinein unglaubwürdige Behauptung des Kaisers, er hätte trotz der „erwiesenen Schuld“ des Silanus Torquatus im Falle eines tatsächlichen Prozesses gegen diesen Gnade walten lassen, deutet darauf hin, dass er weiterhin ein Stück weit von der öffentlichen Meinung abhängig war und auf diese achten musste. Unabhängig von seinem monarchischen Anspruch musste er daher versuchen, vor der römischen Bevölkerung als gerechtes und tugendhaftes Staatsoberhaupt wahrgenommen zu werden.